# Gregorio Aráoz de Lamadrid
Gregorio Aráoz de Lamadrid (San Miguel de Tucumán, 28 novembre 1795 – Buenos Aires, 5 gennaio 1857) è stato un militare e politico argentino. Fu governatore della provincia di Tucumán per tre diversi mandati e una delle più importanti figure tra gli unitarios durante la prima fase delle guerre civili argentine.

## Biografia
Nato a San Miguel de Tucumán il 28 novembre 1795 da una delle più importanti famiglie del luogo, Gregorio Aráoz de Lamadrid fu educato fin dall'infanzia dagli zii Manuel de La Madrid e Bonifacia Díaz de la Peña.

### La guerra d'indipendenza argentina
Nel 1811 si arruolò volontario nelle milizie provinciali, mettendosi a disposizione di Manuel Belgrano e combattendo i realisti nella guerra d'indipendenza argentina.
Agli ordini del generale José Rondeau partecipò alla battaglia di Sipe-Sipe. In seguito fu mandato da Belgrano come aiutante del colonnello Juan Bautista Bustos a combattere contro Juan Francisco Borges, governatore di Santiago del Estero, che fu sconfitto e giustiziato.
Inviato da Belgrano nell'Alto Perù per contrastare l'offensiva realista, ma dopo una serie di scorrerie in territori inospitali fu sconfitto nei pressi di Tarija. Messo a capo di una seconda spedizione, Lamadrid attaccò la retroguardia nemica, conquistò Tarija e costrinse così i realisti, privati delle proprie vie di approvvigionamento, a ritirarsi da Salta; dopo aver fallito l'occupazione di Chuquisaca (la futura Sucre), tuttavia, fu duramente sconfitto a Sopachui e costretto a ritirarsi a Tucumán.

### L'anarchia del biennio 1820 - 1821
Dopo che nel 1819 l'Esercito del Nord, sollevato da Juan Bautista Bustos, si era rifiutato di tornare per combattere contro i caudillos ribellatisi al potere centralista del Direttorio, Lamadrid chiese invano a Belgrano di punire severamente gli ammutinati. Messosi a disposizione del governo di Buenos Aires dopo la battaglia di Cepeda, conobbe qui Juan Manuel de Rosas, che fece su di lui un'ottima impressione.
Dopo aver partecipato alla difesa della città contro le truppe di Estanislao López, Lamadrid si ritirò dalla campagna militare in seguito ai suoi contrasti con il governatore provvisorio Manuel Dorrego, non partecipando alla battaglia di Gamonal. Fu in seguito nominato comandante della spedizione contro Francisco Ramírez dal nuovo governatore Martín Rodríguez, venendo però sconfitto due volte dal caudillo di Entre Ríos. Nel 1822 abbandonò l'esercito e si ritirò a lavorare un terreno vicino ai possedimenti di Rosas.

### Il governo di Tucumán e la prima guerra contro ifederales
Allo scoppio della guerra argentino-brasiliana, reintegrato nell'esercito, fu inviato nella provincia di Tucumán dal presidente dell'Argentina Bernardino Rivadavia con lo scopo di reclutare nuove truppe; Lamadrid se ne servì per rovesciare il governatore Javier López e per farsi in seguito nominare il 25 novembre 1825 governatore della provincia. Le tre vicine province di La Rioja, Córdoba e Santiago del Estero videro nell'azione il tentativo del governo di Buenos Aires di imporre la propria politica centralista; il capo militare di La Rioja, Juan Facundo Quiroga, invase con un proprio esercito la provincia di Tucumán e sconfisse Lamadrid il 27 ottobre 1826 nella battaglia di El Tala, costringendolo a riparare a Salta. Nello scontro il governatore di Tucumán, ferito gravemente, fu considerato morto per diversi giorni dai suoi avversari.
Rimesso rapidamente in carica da una spedizione militare voluta dal governatore di Salta Arenales, Lamadrid invase la provincia di Santiago del Estero, deponendone il governatore Ibarra. Per reazione, Quiroga invase nuovamente Tucumán sconfiggendo ancora Lamadrid il 6 luglio 1827 nella battaglia di Rincón de Valladares.

### Dalla battaglia di Navarro alla Ciudadela
Riparato in Bolivia, Lamadrid tornò presto a Buenos Aires, dove dopo la rivoluzione del 1º dicembre 1828 si pose agli ordini di Juan Lavalle, per il quale combatté nella battaglia di Navarro. In seguito, fu tra i pochi a non condividere l'ordine di fare fucilare Manuel Dorrego.
Incorporato nell'esercito unitario del generale José María Paz, Lamadrid combatté nelle vincenti battaglie di San Roque e della Tablada; la fucilazione, da lui ordinata, di alcuni ufficiali nemici fece un pessimo effetto nell'opinione pubblica ed incontrò la disapprovazione dello stesso Paz. Il 25 febbraio 1830 comandò l'ala destra dell'esercito nella battaglia di Oncativo, per mezzo della quale gli unitarios inflissero una pesante sconfitta all'esercito di Quiroga; inviato ad occupare la provincia di La Rioja, Lamadrid si fece nominare governatore e si abbandonò ad una serie di crudeltà.
Dopo la cattura del generale Paz da parte di una pattuglia nemica Lamadrid prese il comando dell'esercito unitario. Ritiratosi a Tucumán, dove raccolse un esercito di 3.000 uomini, fu qui raggiunto da Quiroga, che comandava un esercito tre volte meno numeroso; nonostante la disparità delle forze in campo, Lamadrid uscì completamente sconfitto il 4 novembre 1831 dalla battaglia della Ciudadela, venendo costretto a riparare nuovamente in Bolivia.

### La Coalizione del Nord
Dal 1834 al 1838 Lamadrid visse in Uruguay, dove ricevette segretamente aiuto economico da Rosas. Incorporato alla fine nell'esercito del governatore di Buenos Aires, fu mandato da quest'ultimo a Tucumán con lo scopo di recuperare le armi con le quali l'esercito aveva combattuto una breve guerra contro la Bolivia. Qui si alleò con Marco Avellaneda, fondatore di una "Coalizione del Nord" di stampo unitario, tradendo il mandato affidatogli.
Dopo aver riunito un esercito di 1.700 uomini invase la provincia di Córdoba, installando un governo alleato. Prese accordi per riunirsi con l'esercito di Lavalle, in ritirata e inseguito dalle truppe federales di Manuel Oribe, ma abbandonò il luogo di incontro al tardare di questi; questo fatto propiziò la disfatta di Lavalle nella battaglia di Quebracho Herrado del 28 novembre 1840.
Lavalle restò alcuni mesi nella provincia di La Rioja, iniziando una serie di azioni di guerriglia per attirare i suoi inseguitori e permettere così a Lamadrid di organizzare a Tucumán un forte esercito. I due generali però operarono senza alcun concerto: Lamadrid invase Catamarca, mentre Lavalle ripiegò a Tucumán, trovandosi costretto a difenderla in quanto maggior serbatoio di uomini e mezzi per la coalizione. L'avanguardia di Lamadrid, guidata da Mariano Acha, ottenne una clamorosa vittoria nella battaglia di Angaco, non lontano da San Juan, ma la lentezza di marcia del corpo principale dell'esercito la rese vana; due giorni dopo Acha fu sconfitto, catturato e giustiziato.
Arrivato a San Juan, Lamadrid proseguì verso Mendoza, dove si fece nominare governatore nel settembre del 1841. Oribe, sempre impegnato nell'inseguimento di Lavalle, inviò una parte del suo esercito, al comando del generale Ángel Pacheco, per contrastarlo; quest'ultimo riunì le sue truppe con quelle di Aldao e Benavídez, governatori deposti di Mendoza e di San Juan, per formare un esercito di 3.000 uomini, più della metà dei quali veterani. Il 24 settembre 1841 Lamadrid, al comando di 1.600 reclute, fu duramente sconfitto nella battaglia di Rodeo del Medio. Al generale non restò che tentare la fuga attraversando le Ande con i passi ancora ostruiti dalla neve dell'inverno australe; nella traversata molti dei suoi soldati morirono di freddo e di stenti.

### Gli ultimi anni
Dopo essere rimasto in Cile fino al 1846, Lamadrid si trasferì a Montevideo, dove si unì agli oppositori di Rosas e del suo alleato uruguaiano Oribe. Il 3 febbraio 1852 partecipò alla vittoriosa battaglia di Caseros, nella quale Justo José de Urquiza gli fece comandare l'ala destra dell'esercito che sconfisse definitivamente Rosas.
Dopo aver pubblicato le sue memorie, Gregorio Aráoz de Lamadrid morì a Buenos Aires nel gennaio del 1857.
I suoi resti riposano nella cattedrale di San Miguel de Tucumán.